# 大草埔
大草埔，是臺灣嘉義縣梅山鄉的一個傳統地域名稱，位於該鄉南部偏西。相較於今日行政區，其範圍大致包括大南村、安靖村。

## 歷史
台灣日治初期，大草埔地區為一（舊制）街庄，稱為「大草埔庄」，隸屬於打貓東頂堡。該庄北與過山庄、梅仔坑庄、九芎坑庄、大半天藔庄為鄰，東與大坪庄、緞厝藔庄為鄰，南邊為覆鐤金庄、沙坑仔庄，西邊為雙溪庄。
1901年（日治明治三十四年）11月，全台設置二十廳，該庄隸屬於嘉義廳。1904年（明治三十七年）2月，該庄編入「梅仔坑區」，隸屬於嘉義廳。1909年（明治四十二年）10月，合併二十廳為十二廳，梅仔坑區仍隸屬於嘉義廳。1920年（大正九年），廢十二廳改設五州二廳，該庄改制為「大草埔」大字，隸屬於臺南州嘉義郡小梅庄（新制街庄）。
戰後小梅庄改制為小梅鄉，隸屬於臺南縣，大字亦改制為村。1946年（民國35年）6月21日，小梅鄉改名梅山鄉。1950年（民國39年）10月，雲、嘉、南分治，梅山鄉改隸屬於嘉義縣。

## 聚落
本地區發展較早的聚落有大草埔、南勢坑、水尾、隘藔、大片田、茅仔埔、南靖藔、水井仔、柿仔藔、樟普藔、詔安藔等，在日治期初期的官方地圖上已有記載。

## 交通
省道台3線俗稱「內山公路」，是臺北至屏東的幹道，經過本地區大草埔聚落東郊、南勢坑聚落。由該道路北行可前往梅山鄉梅山市區、雲林縣古坑鄉、斗六市、林內鄉、南投縣竹山鎮等地；南行可前往竹崎鄉、番路鄉西北部、中埔鄉、番路鄉南部、大埔鄉等地。
鄉道嘉106線是菁埔至大草埔的道路。
鄉道嘉106-3線是下雙溪至水井仔的道路。
鄉道嘉115線是隘寮至白樹腳的道路。
鄉道嘉115-1線是南勢坑至茅仔埔的道路。
鄉道嘉115-2線是坑仔平至樟普寮的道路。

## 學校
- 大南國小
- 大南國小安靖分校